# Zonia zonia
Genre
Espèce
Zonia zonia est une espèce néotropicale de lépidoptères de la famille des Hesperiidae, de la sous-famille des Pyrginae et de la tribu des Pyrrhopygini.
Elle est l'unique représentante du genre monotypique Zonia.

## Dénomination
L'espèce Zonia zonia et le genre Zonia ont été décrits par l'entomologiste britannique William Harry Evans en 1951.
L'espèce porte en anglais le nom vernaculaire de pama skipper.

## Liste des sous-espèces
- Zonia zonia zonia
- Zonia zonia diabo Mielke & Casagrande, 1998
- Zonia zonia panamensis Nicolay, 1975[1].

## Description
L'imago de Zonia zonia est un papillon au corps trapu noir, au thorax rayé de lignes de poils blancs, et à l'abdomen cerclé de blanc. Les ailes sont de couleur gris très foncé, avec des bandes blanches et une ligne submarginale bleu clair métallisé, qui aux ailes antérieures se continue au bord interne puis revient au bord costal près de la base.
Le revers est semblable.

## Distribution
Zonia zonia est présente à Panama et au Brésil,.

## Protection
L'espèce n'a pas de statut de protection particulier.[réf. nécessaire]